# نظرية السوق العام
نظرية السوق-العام هي نظرية تسويقية يمكن تطبيقها على عالم الموضة. وتنص تلك النظرية على أن الموضة تنتشر في مجموعات مرجعية الأقران المختلفة، وتتميز كل مجموعة بزعماء الموضة والأزياء الخاصين بها. وفي مقابل الأثر الانتشاري للإبداع في عالم الموضة، تنص تلك النظرية على أن الموضة ترتقي عبر مختلف الفئات الاجتماعية بشكلٍ عكسي من الطبقات العليا إلى الطبقات الدنيا. فلا يلزم أن يأتي الإبداع في عالم الموضة من الطبقة العليا بل من الممكن في حقيقة الأمر أن يأتي من الطبقة الدنيا. It is also, thus, known as the trickle-across theory.